# Тилонь
Тилонь (фр. Thilogne) — город и коммуна на севере Сенегала, на территории области Матам. Входит в состав департамента Матам.

## Географическое положение
Город находится в северной части области, к югу от реки Сенегал, вблизи границы с Мавританией, на расстоянии приблизительно 420 километров к востоку-северо-востоку (ENE) от столицы страны Дакара. Абсолютная высота — 11 метров над уровнем моря.

## Население
По данным переписи 2002 года численность населения Тилони составляла 8425 человек.
Динамика численности населения города по годам:
| 1976 | 1988 | 2002 | 2010   |
| ---- | ---- | ---- | ------ |
| 4871 | 4497 | 8425 | 10 900 |

## Транспорт
Ближайший аэропорт расположен в мавританском городе Каэди. Через город проходит национальная автотрасса N2.